# 앤 저스트 라이크 댓: 섹스 앤 더 시티
《앤 저스트 라이크 댓: 섹스 앤 더 시티》(영어: And Just Like That...)는 HBO 맥스에서 2021년 12월부터 방영된 미국의 코미디 드라마이다. HBO 드라마 《섹스 앤 더 시티》의 후속 작품이다.